# Катушки
Кату́шки, или планорбиды (лат. Planorbidae) — семейство брюхоногих моллюсков из отряда лёгочных улиток (Pulmonata). Распространённые по всему миру обитатели пресных вод. К числу представителей относятся некоторые промежуточные хозяева опасных паразитов человека.
На территории России наиболее крупный представитель — роговая катушка (Planorbarius corneus). Виды рода Biomphalaria выступают в роли промежуточных хозяев для кровепаразитов человека — трематод Schistosoma mansoni, вызывающих острое заболевание шистосомоз. В природе улитки катушки роговые обитают повсеместно в водоемах с пресной водой, в том числе в центрально-европейской части России. Их можно обнаружить в медленно текущих или стоячих мелководных водоемах, а также на заросших заводях, в местах, где отсутствует быстрое течение. Такие водоемы, как правило, отличаются обилием гниющей растительности, которая служит для катушек не только убежищем, но и пищей. В аквариумах  распространение получили в основном теплолюбивые моллюски родом из тропических регионов.

## Список родов
- Acrorbis Odhner, 1937
- Afrogyrus Brown & Mandahl-Barth, 1973
- Afroplanorbis Thiele, 1931
- Amerianna Strand, 1928
- Amphigyra Pilsbry, 1906
- Anisopsis Sandberger, 1875
- Anisus S. Studer, 1820
- Antillorbis Harry & Hubendick, 1964
- Armigerus Clessin, 1884
- Australorbis Pilsbry, 1934
- Bathyomphalus Charpentier, 1837
- Bayardella Burch, 1977
- Berellaia Laubrière & Carez, 1880
- Biomphalaria Preston, 1910
- Bulinus Müller, 1774
- Camptoceras Benson, 1843
- Camptoceratops Wenz, 1923
- Carinifex W.G. Binney, 1865
- Carinogyraulis Polinski, 1929
- Ceratophallus Cope, 1893
- Choanomphalus Gerstfeldt, 1859
- Drepanotrema Crosse & Fischer, 1880
- Ferrissia Walker, 1903
- Fossulorbis Pilsbry, 1934
- Glyptophysa Crosse, 1872
- Gyraulus Charpentier, 1837
- Helicorbis Benson, 1855
- Helisoma Swainson, 1840
- Hippeutis Charpentier, 1837
- Indoplanorbis Annandale & Prashad, 1920
- Intha Annandale, 1922
- Isidorella Tate, 1896
- Kessneria Walker & Ponder, 2001
- Leichhardtia Walker, 1988
- Lentorbis Mandahl-Barth, 1994
- Macrophysa (Meek) Dall, 1870
- Menetus H. Adams et A. Adams, 1855
- Miratesta P. & F. Sarasin, 1897
- Paraplanorbis Hanna, 1922
- Patelloplanorbis Hubendick, 1957
- Pecosorbis D.W. Taylor, 1985
- Pentagoniostoma Branson, 1935
- Perrinilla Hannibal, 1912
- Physastra Tapparone-Canefri, 1883
- Physopsis Krauss, 1848
- Pingiella F.C. Baker, 1945
- Pitharella F. Edwards, 1860
- Planorbarius Duméril, 1806
- Planorbella Haldeman, 1842
- Planorbifex Pilsbry, 1935
- Planorbina Haldeman, 1842
- Planorbis Müller, 1773
- Planorbula Haldeman, 1840
- Platyphysa P. Fischer, 1883
- Platytaphius Pilsbry, 1924
- Plesiophysa P. Fischer, 1883
- Polypylis Pilsbry, 1906
- Promenetus F.C. Baker, 1935
- Protancylus P. & F. Sarasin, 1897
- Pygmanisus Iredale, 1943
- Segmentina Fleming, 1817
- Segmentorbis Mandahl-Barth, 1954
- Syrioplanorbis F.C. Baker, 1945
- Taphius H. Adams et A. Adams, 1855
- Trochorbis Benson, 1855
- Vorticifex Meek in Dall, 1870